# Озерний острів

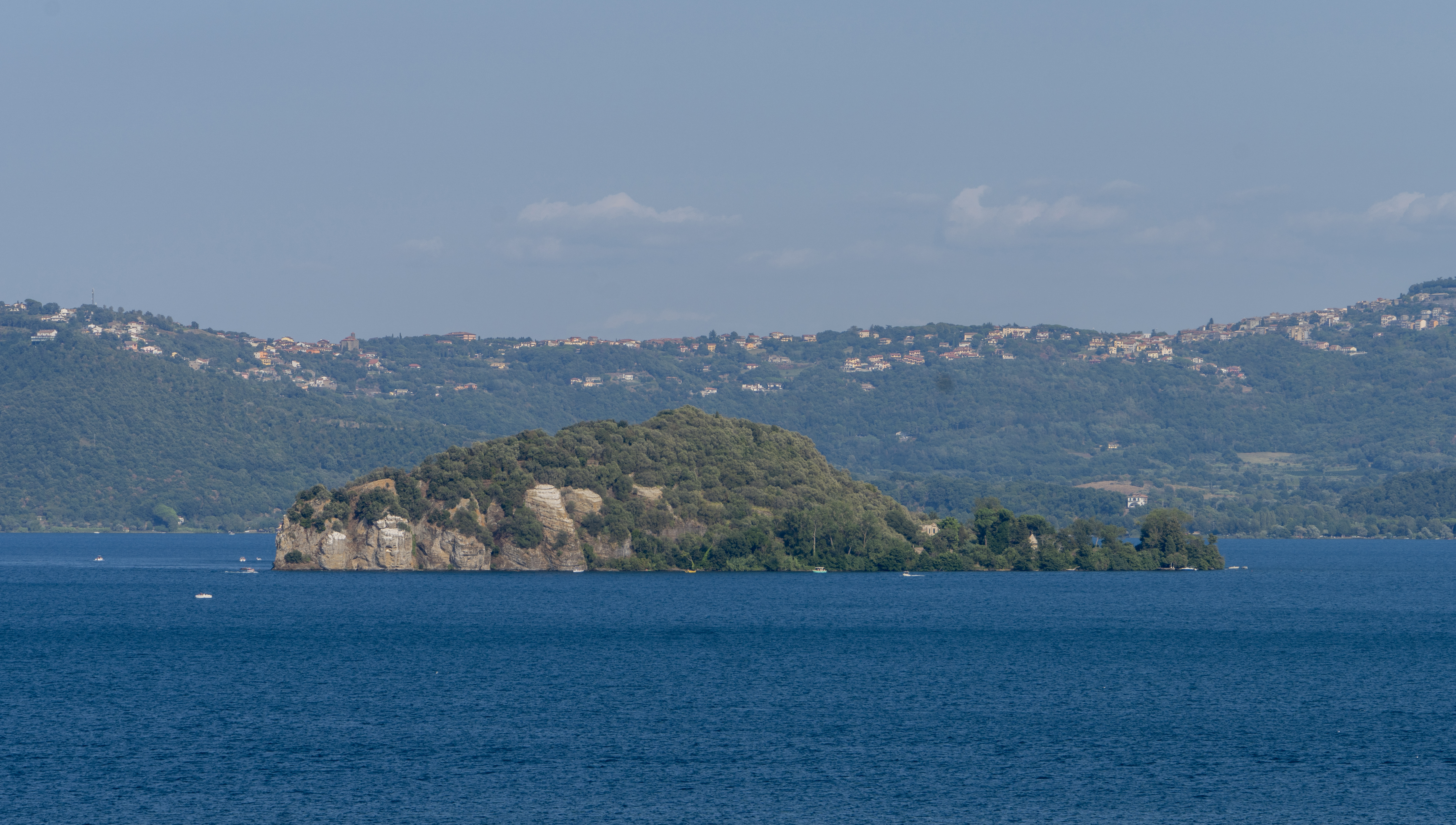
Острів Мартана на озері Больсена, Італія

Озерний острів — це будь-яка ділянка суші в озері. Є різновидом внутрішнього острова. Озерні острови можуть утворювати озерний архіпелаг.

## Острови в озерах рекурсивно
- Найбільше озеро на острові — озеро Неттіллінг на Баффіновій Землі, Канада — 5542 км².[1]
- Найбільший острів в озері — острів Манітулін на озере Гурон, Канада — 2766 км².[1]
- Найбільший острів в озері на острові — Самосір (хоча фактично це півострів, який оточений водою лише тому, що через нього прокладено вузький канал) в Тоба на Суматрі — 630 км².[1]
- Найбільше озеро на острові в озері — озеро Маніту на острові Манітулін в озері Гурон — 104 км²[1]
- Найбільший острів в озері на острові в озері — острів Трежер (також відомий як Міндемойя) в озері Міндемойя на острові Манітулін в озері Гурон.[1]

## Найбільші природні озерні острови
З одинадцяти найбільших природних озерних островів п'ять розташовані в Великих озерах Північної Америки, три — в Великих Африканських озерах, одне — в найбільшому озері Центральної Америки, одне утворилось в результаті падіння метеорита (кратер Манікуаган) в провінції Квебек, а одне розташоване в найбільшому (за об'ємом) озері в світі Байкал.

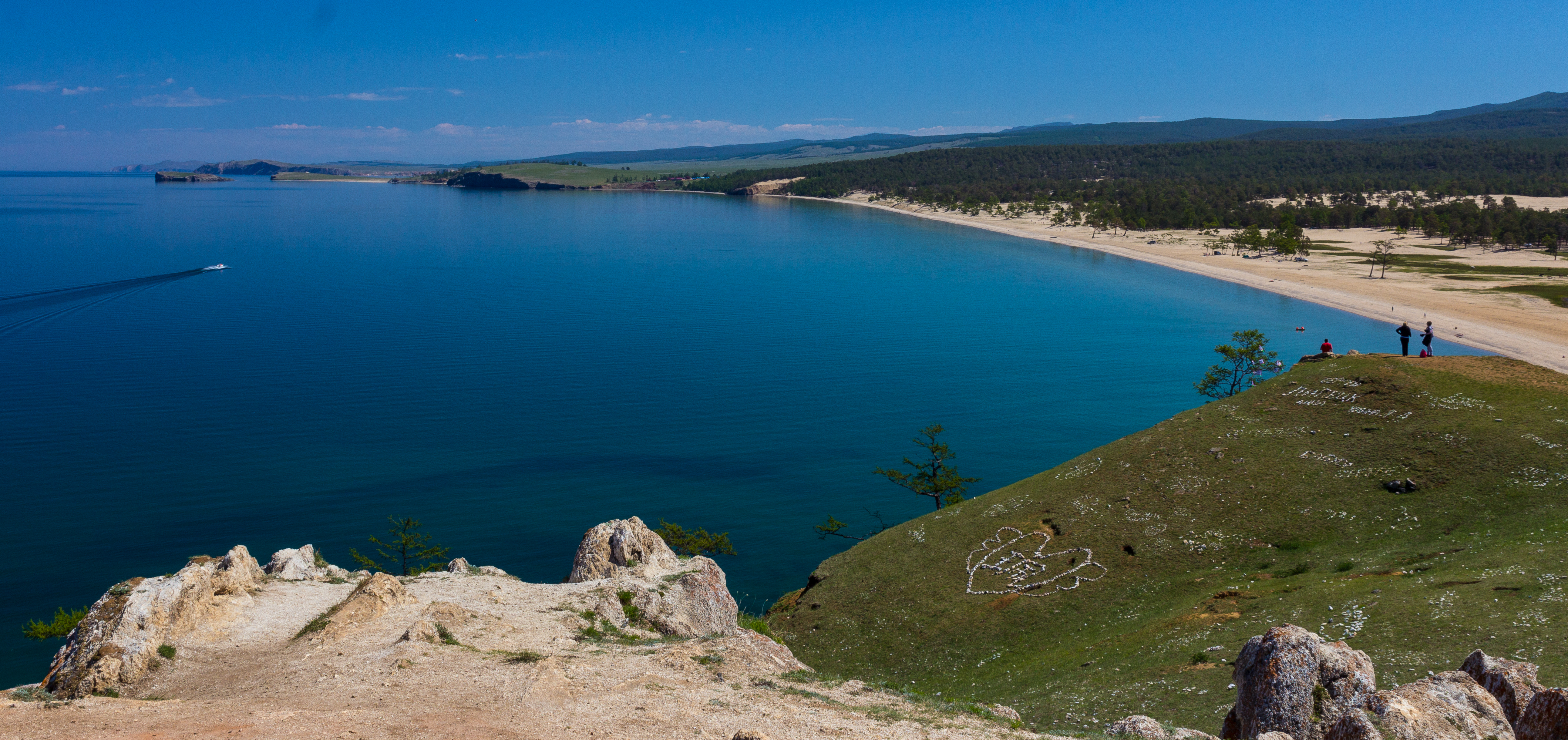
Узбережжя острова Ольхон на Байкалі

1. Острів Манітулін на озері Гурон, Канада — 2766 км²[2]
2. Острів Рене-Левассер в водосховище Манікуаган, Квебек, Канада — 2000 км².[2] Він фактично став островом, коли в 1970 році було затоплено водосховище Манікуаган, в результаті чого відбулось злиття озера Мушалаган на західній стороні та озера Манікуаган на східній стороні. Тому його походження не цілком природне.
3. Острів Ольхон на Байкалі, Росія — 730 км²[2]
4. Острів Айл-Ройал на озері Верхнє, США — 541 км²[2]
5. Острів Укереве на озері Вікторія, Танзанія — 530 км²[2]
6. Острів Святого Йосифа на озері Гурон, Канада — 365 км²[2]
7. Острів Драммонд на озері Гурон, США — 347 км²[2]
8. Острів Іджві на озері Ківу, Демократична Республіка Конго — 285 км²[2]
9. Острів Ометепе на озері Нікарагуа, Нікарагуа — 276 км²[3]
10. Острів Бугала на озері озері Вікторія, Уганда — 275 км²[3]
11. Острів Saint Ignace на озері Верхнє, Канада — 274 км²[3]

## Шляхи утворення озерних островів
Озерні острови можуть утворюватись різними способами. Вони можуть виникати в результаті накопичення осадових відкладень у вигляді мілин і перетворюватись в справжні острови в результаті зміни рівня озера. Вони можуть бути частиною берега озера, яка відділилась від нього ерозією, або ж вони могли утворитись з вершин чи пагорбів, коли озеро відбулось підвищення рівня озера. При утворені льодовикового озера морена може утворити острів. Озера також могли утворитись в результаті землетрусу, метеоритної чи вулканічної активності. В останньому випадку виникають кратерні чи кальдерні острови з новими вулканічними виступами в озерах, що утворились в кратерах крупних вулканів. Інші озерні острови включають в себе ефемерні пласти плавучої рослинності та острови. Також існують острови, штучно утворені людською діяльністю.